# Laurence Dreyfus
Pour les articles homonymes, voir Dreyfus.
Laurence Dreyfus, née le 18 avril 1969 à Paris, est une commissaire d'exposition et conseillère en acquisition d'œuvres d'art. Depuis septembre 2010, elle est également experte agréée auprès de la Chambre Européenne des experts conseils en œuvres d'art (CECEO).

## Biographie
Laurence Dreyfus est née à Paris. Elle suit des études d'histoire de l'art à l’Université de Paris Panthéon Sorbonne, puis elle obtient un diplôme d'expertise en art contemporain à la Sotheby's Institute of Art (en) de Londres.
À la suite de ses études, Laurence Dreyfus est nommée directrice pendant 5 ans chez Gabrielle Salomon.
Avec la complicité de Suzanne Pagé, Laurence Dreyfus fait sa première expo dans sa Mini Cooper, invitant Gilbert & George et réunissant 80 « Mini » vintage sur l'esplanade du Musée d'art moderne de la Ville de Paris.
Elle fonde son entreprise Laurence Dreyfus Art Consulting en 2000.
De 2005 à 2016, Laurence Dreyfus fait partie du comité d'élection des Femmes en Or pour la catégorie Art et Culture et a été Editor at large (art) pour L'Officiel de la Mode en France.
Laurence Dreyfus a deux enfants.

## Chambres à Part
En 2006, pendant la FIAC, Laurence Dreyfus  expose dans un appartement parisien une sélection d’œuvres du monde entier. Ce concept atypique nommé Chambres à Part est devenu chaque année un événement incontournable de la semaine de la Paris+,.
Chambres à Part a également exposé et soutenu plusieurs jeunes artistes de la scène française, comme par exemple Lionel Sabatté, Claire Tabouret, Monique Frydman, Jean-Michel Othoniel, Pierre Soulages ainsi que de jeunes artistes à l’étranger, comme par exemple Koo Jeong-A, Joseph Olisaemeka Wilson, etc. contribuant ainsi à les faire connaître et collectionner par des acteurs importants du marché de l’art.

## Marché de l'Art
Laurence Dreyfus est une figure incontournable du marché de l'art, reconnue pour son expertise et son engagement. Elle suit de près les évolutions et les tendances du marché de l'art à travers le monde. Présente en Europe, en Asie et en Amérique, notamment à Londres, Honk Kong et NYC, Laurence Dreyfus dispose d'un réseau international étendu, lui permettant d'avoir une vision globale du secteur.
Spécialiste à la fois du premier marché (ventes directes d'artistes et de galeries) et du second marché (ventes aux enchères et reventes), Laurence Dreyfus offre à ses clients une expertise complète. Elle les accompagne tout au long du processus d'achat et de revente éventuelle, assurant un service personnalisé et de haute qualité.
Ses relations avec les maisons de ventes aux enchères comme Christie's, Sotheby's, ou encore Artcurial, ajoutent une dimension unique à son profil. Grâce à ces liens étroits, elle est en mesure de conseiller ses clients avec une perspicacité et une précision incomparable, facilitant ainsi l'acquisition et la vente d'œuvres d'art d’exception.

## Curation
Expositions en France
- 2022 : Exposition à la boutique historique Pierre Cardin, Chambres à Part XX : Fluide Celebration, Paris[9].
- 2021 : Exposition à l’hôtel de la Louisiane, Chambres à Part X Bienvenue Art Fair, Paris[10].
- 2021 : Exposition à la Galerie Kraemer, Chambres à Part édition XVI : Nouvel horizon, Paris[11].
- 2004 : Exposition Central Station collection Harald Falckenberg à La maison rouge. Commissaire de l’exposition : Laurence Dreyfus[12].
- 2001 : Biennale de Lyon : Exposition Connivence[13].

### Performances
- 2009 : Picture Reframed, avec le pianiste norvégien Leif-Ove Andsnes et le plasticien sud-africain Robin Rhode, Consultante et Curatrice : Laurence Dreyfus. Lincoln Center, New York[14].